# Agnara hispida
Agnara hispida is een pissebed uit de familie Agnaridae. De wetenschappelijke naam van de soort is voor het eerst geldig gepubliceerd in 1915 door Collinge.